# ديزي بيتس (ممثلة)
ديزي بيتس (بالإنجليزية: Daisy Bates)‏ هي ممثلة بريطانية، ولدت في 5 يناير 1974 في لندن في المملكة المتحدة.

## أعمال

### أفلام
- (2002) هاري بوتر وحجرة الأسرار[2][3]

## وصلات خارجية
- ديزي بيتس على موقع IMDb (الإنجليزية)
- ديزي بيتس على موقع ألو سيني (الفرنسية)
- ديزي بيتس على موقع قاعدة بيانات الفيلم (الإنجليزية)
- ديزي بيتس على موقع كينوبويسك (الروسية)